# いだちゃんねる
いだちゃんねるは、日本の京都府左京区に拠点を置く、コバとサイコからなる男性2人組YouTuber。チャンネルのコンセプトは「君を笑顔にします」。

## 概要
コバ、サイコは両者、京都大学を卒業した、いわゆる「高学歴YouTuber」である。しかしながら、2024年7月現在での最多再生回数の動画は「大学院入試に落ちて人生設計狂った瞬間。」で、コバが大学院試験の結果発表で落ちたことを知った瞬間の動画であるなど、他の王道系の高学歴YouTuberと比べて、エンターテイメント性が高いことが特徴となっている。また、京大生という強みを活かした京都大学の学生寮「熊野寮」潜入動画もある。
いだちゃんねるの「いだ」は、もともとのYouTubeのアカウント名である「いださいとう」から取られている。Googleアカウント作成時、姓にサイコの高校時代のあだ名である「ださいとう」、名に意味もなく「い」を入力したため、「い ださいとう」となった。なお、2022年5月に投稿した動画で「いだ」はアラビア語で「ふとした笑い」という意味であると語っているが、そのような意味は存在しない。
大学受験の勉強の合間に視聴している学生も多く、Studyplusトレンド研究所が2022年度の大学受験生（2023年4月に大学へ入学した学生）840名を対象にした調査の結果、「受験生が励まされたYouTubeチャンネルランキング」では4位となっている。
また、渋谷トレンドリサーチ（アイ・エヌ・シー）による「2022年秋のトレンド調査」（Web調査）で「次に来るトレンド10選」の「人物」部門に選ばれている。

## メンバー
| 名前   | 生誕                                                                     | 出身校                                                                 | 備考 |
| ------ | ------------------------------------------------------------------------ | ---------------------------------------------------------------------- | --- |
| コバ   | 小林 将太朗（こばやし しょうたろう） 2000年12月25日（24歳） 日本・愛知県 | - 稲沢市立稲沢中学校 - 愛知県立一宮高等学校 - 京都大学工学部地球工学科 | - 身長：178cm - 血液型：B型 - 字幕の色：■ - 愛知県生まれ。その後3歳で兵庫県尼崎市に引っ越すが、小学5年生時に愛知県稲沢市に戻り高校3年生まで過ごす。現在は京都市在住。 - 中高在学中はサッカー部に所属。大学ではアメフト部に入部したが、2ヶ月で退部しサイコや池田素人と同じサッカーサークルに所属する。 - 京都大学工学部に現役で合格。 - 大学院試では不合格に終わるが、その後院進はせず卒業することを公表した。 - 三人兄弟の長男。 |
| サイコ | 斎藤 輝（さいとう ひかる） 1999年6月29日（26歳） 日本・兵庫県            | - 兵庫県立洲本高等学校 - 京都大学工学部物理工学科                      | - 身長：179cm - 血液型：B型 - 字幕の色：■ - 兵庫県洲本市出身。 - 1年間の浪人を経て、京都大学工学部に入学。 - 三人兄弟の末っ子。 |

### その他のメンバー
動画に出演したことのある人物を記している。
| 名前     | 生誕                                     | 出身校                                                    | 備考 |
| -------- | ---------------------------------------- | --------------------------------------------------------- | --- |
| 池田素人 | 池田 八輝 （いけだ はちき） 日本・大阪府 | - 大阪星光学院中学校・高等学校 - 京都大学工学部地球工学科 | - 身長：166cm - 通称：イケシロ - 2022年の夏頃カメラマンとして正式に加入したが、 2023年10月に脱退を発表した。 |
| SK       | 澤田 廣気 （さわだ こうき） 日本・東京都 | - 武蔵高等学校中学校 - 京都大学経済学部                   | - 身長：170cm                                                                                                |
| あっくん | 石山 大志（いしやま たいし）             | - 西大和学園中学校・高等学校 - 京都大学総合人間学部       | - 身長：173cm - コバ、サイコと共にスイーツ部を結成し、 週に1回スイーツを食べに行っていた。                   |
| ケンヤ   | 古林 顕也（ふるばやし けんや）           | - 清風南海中学校・高等学校 - 京都大学経済学部             | - コバ、サイコが所属していたサークルの先輩。                                                                 |
| トモキ   | 田中 智基（たなか ともき） 日本・福岡県  | - 福岡県立明善高等学校 - 京都大学工学部工業化学科         | |
| イッチー | 市川 航太郎（いちかわ こうたろう）       | - 京都市立堀川高等学校 - 京都大学文学部                   | - クイズ企画の作問を担当している。                                                                           |
| 野村     |                                          | - 浜松北高等学校 - 京都大学                               | - 池田素人脱退後、カメラマンとして活動。2年間の浪人を経て、大学に入学。                                      |

## エピソード
- 2022年にメンバーのコバがインフルエンサーサッカーチーム「リベンジャーズ」に加入[10]。
- わっきゃいに誘われたこともあり「第一回ポケ-1グランプリ」にて人生初の漫才を行った[11]。
- WBCの準決勝を現地に見に行き高橋宏斗選手のサインボールをもらったことをXやInstagramで投稿した[12]。
- KONAMIが運営するインフルエンサー野球チーム「パワフルスピリッツ」の一員として斎藤佑樹率いる「ALL HOKKAIDO」とエスコンフィールドHOKKAIDOにて有観客試合を行った[13]。